# Castell de Lluçà
El Castell de Lluçà és al cim d'un turó prop del poble de Lluçà, damunt mateix del monestir de Santa Maria de Lluçà. Al costat hi ha la capella del castell, de planta circular i ben conservada, dedicada a Sant Vicenç. El castell donà nom al Lluçanès que durant l'edat mitjana fou el cap de la Baronia de Lluçà. El castell de Lluça era residència permanent dels senyors i, per això mateix no tingué cap castlà conegut.

## Història del conjunt
El castell, és documentat per primer cop l'any 905 en l'acta de consagració de l'església de Santa Maria de Lluçà. Els Lluçà van ser feudataris dels comtes de Barcelona, senyors eminents dels castells de Lluçà els quals reberen diversos juraments de fidelitat dels vicaris comtals. Ramon Borrell donà a la seva muller Ermessenda de Carcassona com a dot nupcial el castell de Lluçà, entre d'altres. La comtessa l'infeudà al comte Guifré de Cerdanya entre el 1018 i el 1023. Les infeudacions han de ser emmarcades en les disputes que tingueren la comtessa Ermessenda i el seu fill Berenguer Ramon I. La pau arribà el 1023 quan la comtessa, com a garantia, li empenyorà diversos castells, entre els quals el de Lluçà que seria novament alienat pels comtes de Barcelona l'any 1107 quan Ramon Berenguer III el donà al comte Bernat III de Besalú com a dot nupcial de la seva filla. En no haver-hi descendents, tornà a la corona.
Pel que fa als vicaris comtals, el primer membre conegut de la família Lluçà és Sunifred de Lluçà, mort el 988. Entre el 1063 i el 1076 es documenta que Guisad II de Lluçà jura fidelitat al comte Berenguer I pels castells de Lluçà i Merlès. Berenguer Sunifred de Lluçà va arribar a ser bisbe de Vic i arquebisbe de Tarragona, cosa que va suposar que la família rebés infeudacions del parent eclesiàstic. La seva germana Guisla de Lluçà es va casar amb Berenguer Ramon I, comte de Barcelona i després del 1035 amb Udalard II, vescomte de Barcelona.

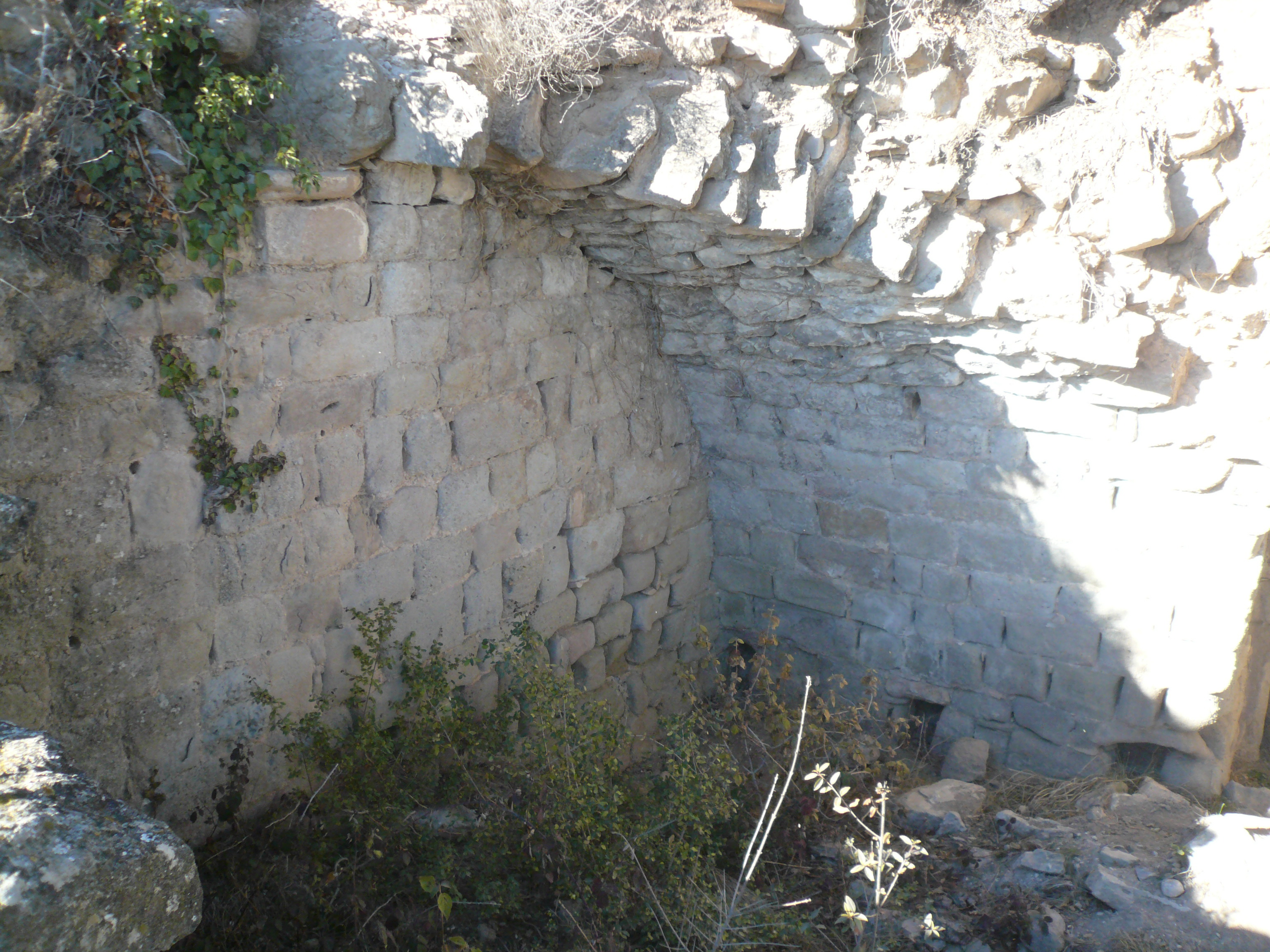
Volta de canó (desembre 2007)

Després d'aquest període d'expansió, comencen els conflictes entre senyors, els monarques, i els Lluçà. El 1180, el tribunal es pronuncia a favor del rei, i Pere de Lluça ha de cedir la potestat dels castells de Lluçà i Merlès i jurar fidelitat al rei Pere el Catòlic. Ramon de Lluçà concedeix a perpetuïtat la potestat dels dits castell al rei Jaume I. La família es va extingir amb Elisenda de Lluçà, filla de Ramon i Sibil·la, casada el 1256 amb Bernat de Saportella, senyor del castell, amb qui comencen els conflictes pel domini del castell de Lluçà. Els bisbes de Vic, l'any 1265, l'hi exigiren prestació de vassallatge. No ho acceptà fins al 1272 però les relacions entre Bernat de Saportella i el bisbat de Vic es tornaren a deteriorar el 1278. També hi havia conflictes amb el rei Jaume I qui, després d'un greu conflicte el sotmeté i perdonà. Posteriorment, Pere el Gran l'any 1278 ordenà el setge del castell de Lluçà que fou pres i destruït el març del 1279 i encomanat a Guillem de Moliner. El 1286 Alfons el Franc concedeix a Bernat Guillem de Saportella el retorn en feu del castell de Lluçà entre d'altres. Jaume II l'hi concedirà les justícies civils i criminals excepte les penes de sang i autoritzarà la restauració de castells.
Al s. XIV s'entroncaren amb els Fenollet, vescomtes d'Illa (Rosselló), que van vendre la baronia de Lluçà als Pinós. Després la baronia va passar als Peguera. A partir d'aquest moment les males relacions entre la baronia i els homes de Lluçà van provocar que aquests preferissin dependre de la jurisdicció reial. Això no ho van aconseguir fins al final del S. XV, quan, destruït el castell durant la guerra civil de remença, la baronia es va incorporar a la Corona i el 1491 era creada la sotsvegueria del Lluçanès. La família Pinós, abans de 1579 comprà al rei la baronia i la jurisdicció de Lluçà. El 1596 la baronia fou venuda a la família Agulló la qual el 1511 la vengué al rei, incorporant-se definitivament a la corona.

## Arquitectura

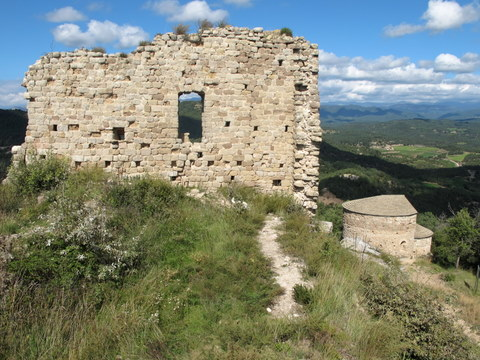
Mur nord del castell i Església de Sant Vicenç (octubre del 2010)

Del castell, només resten un mur al costat nord i dues estances al costat sud. Se n'han conservat altres murs, molt fragmentaris, que permeten suposar que era de planta quasi triangular amb el vèrtex al sud-oest, adaptant-se a la topografia del terreny. Al sud-oest hi havia probablement una torre rodona de la qual resten unes traces molt minses del basament.
El mur nord conserva una alçada de dos pisos on es veuen les restes d'una finestra bífora de la qual ha desaparegut la columneta. Les dues estances del costat sud són de planta rectangular, encara que la més petita és gairebé quadrada. La més gran tenia una volta de canó, avui esfondrada, i s'hi poden veure dues portes adovellades de mig punt que porten al pati del castell, i també les restes de quatre finestres. La sala més petita sembla que era una cisterna, ja que s'hi accedeix pel sostre, i les parets són arrebossades i lliscades. Tots els elements descrits són construïts amb un aparell de pedra sorrenca amb carreuons regulars i disposats en filades uniformes agafades amb morter de calç. La volta és construïda amb lloses posades a plec de llibre embegudes en formigó de calç. És un aparell molt similar al de la part superior de la nau circular de l'església de Sant Vicenç. Per això es planteja una cronologia dins el segle xii. L'ampliació del sector nord-est pot correspondre als ss. XII i XIV.

## Església de Sant Vicenç del Castell

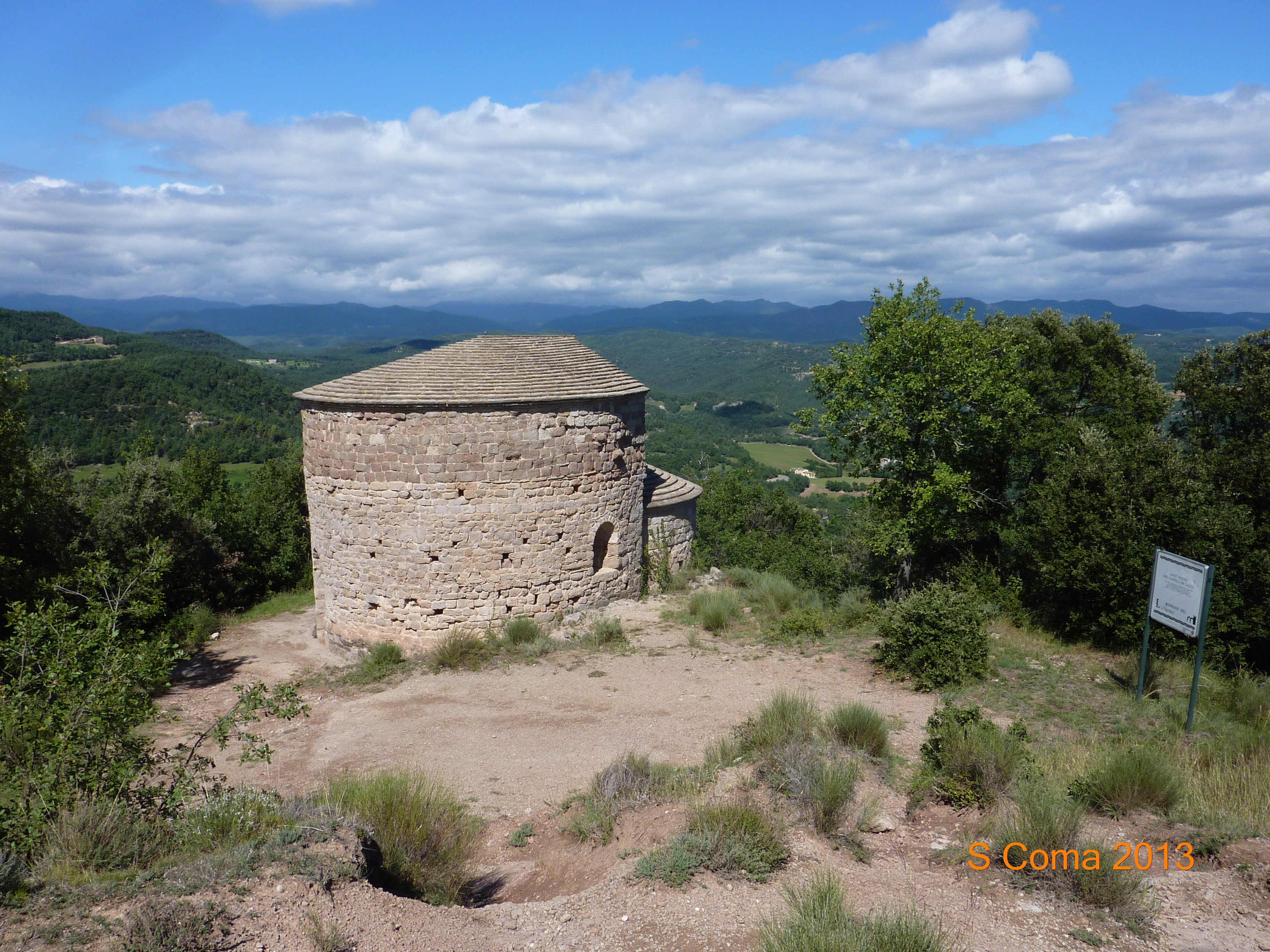
Sant Vicenç de Lluçà

L'església, situada a la banda NE del turó, sobre un esperó rocós al peu del castell, s'esmenta quan hi foren jutjats els testaments sacramentals els senyors del castell: Sunifred I (any 988) i Guisad I de Lluçà (any 1006). A partir de 1236 apareix un sacerdot beneficiat encarregat del culte. A partir del s. XV va començar a decaure i el 1685 ja no hi havia culte i el seu benefici s'havia traslladat a la canònica de Santa Maria.
L'església és de planta circular, una tipologia de les quals en resten molt poques de senceres a Catalunya. Coberta amb perfecta volta hemisfèrica, té un petit portal cap a ponent amb arc de mig punt, i un absis a llevant prop del qual s'obren dues finestres de doble esqueixada. Les seves mides són; sis metres i mig de diàmetre i una alçada en el seu centre de cinc metres. De llarg (portal fins al fons) mesura vuit metres i mig. Un xic més amunt de la meitat de l'alçada de la rotonda hi ha un canvi d'aparell; els carreus són més grossos, col·locats de llarg i en alguns llocs interromputs per lloses de través a manera de tascons. Hi ha discrepàncies en la interpretació d'aquest canvi. Dues èpoques diferents o, més probablement una represa de l'obra. Datada a final del s. XI o primera meitat del segle xii.